# UFC Fight Night: Zabit vs. Kattar
UFC Fight Night: Zabit vs. Kattar (também conhecido como UFC Fight Night: Magomedsharipov vs. Kattar, UFC Fight Night 163 e UFC on ESPN+ 21) foi um evento de MMA produzido pelo Ultimate Fighting Championship no dia 09 de novembro de 2019, na CSKA Arena, em Moscou, Rússia.

## Background
O duelo nos pesados entre o ex-campeão dos pesados Junior dos Santos e o ex-campeão dos pesados do Bellator Alexander Volkov estava programado para ser a luta principal da noite. Entretanto, no dia 22 de outubro, dos Santos saiu do combate devido a uma infecção bacteriana na perna. Greg Hardy foi anunciado como seu substitudo, porém o duelo foi movido para a co-luta principal da noite.
O duelo nos penas ente Zabit Magomedsharipov e Calvin Kattar estava programado inicialmente para o evento UFC on ESPN: Reyes vs. Weidman. Porém, foi reagenado para este card. Por sua vez, este combate foi movido para a luta principal, porém com apenas três rounds e não cinco, como de costume.
Vinc Pichel estava programado para lutar contra Alexander Yakovlev no evento. Entretanto, Pichel saiu do card em 24 de outubro por uma lesão desconhecida e foi substituído por Roosevelt Roberts.
O duelo nos meio-pesados entre Gadzhimurad Antigulov e Ed Herman estava agendado para o evento. Porém, Antigulov saiu do duelo por razões desconhecidas e foi substituído por Khadis Ibragimov.

## Resultados
Nota 1 Kopylov teve um ponto deduzido no terceiro round devido a uma dedada no olho acidental. 

## Bônus da Noite
Os lutadores receberam $50.000 de bônus:
- Luta da Noite:  Zabit Magomedsharipov vs.  Calvin Kattar
- Performance da Noite:  Magomed Ankalaev e  David Zawada

## Ligações Externas
1. ↑  Nota 1